# John i el forat
John i el forat (John and the Hole en anglès) és una pel·lícula thriller psicològic sobre la majoria d'edat nord-americana del 2021 dirigida per Pascual Sisto i escrita per Nicolás Giacobone. És una adaptació de llargmetratge del conte de Giacobone, El Pozo, és protagonitzada per Charlie Shotwell, Michael C. Hall, Jennifer Ehle i Taissa Farmiga. El film gira al voltant d'un nen que descobreix un búnquer inacabat al bosc veí de casa seva.
La pel·lícula va ser seleccionada per al Festival de Cannes de 2020 i es va estrenar mundialment al Festival de Cinema de Sundance de 2021 el 29 de gener de 2021. Es va estrenar el 6 d'agost de 2021 per IFC Films. Ha estat doblada i subtitulada al català.

## Sinopsi
Un thriller psicològic sobre la majoria d'edat que representa la inquietant realitat d'un nen (Charlie Shotwell) que manté captiva la seva família en un forat al terra.

## Repartiment
- Charlie Shotwell com a John
- Jennifer Ehle com a Anna
- Michael C. Hall com a Brad
- Taissa Farmiga com a Laurie
- Ben O'Brien com a Peter
- Lucien Spelman com a Charlie
- Tamara Hickey com a Paula
- Elijah Ungvary com a Tennis Coach
- Georgia Lyman com a Gloria
- Samantha LeBretton com a Lily

## Producció
La pel·lícula és el debut a la direcció de Pascual Sisto, i va ser escrita per Nicolás Giacobone. És la primera adaptació a la pantalla del conte El Pozo de Giacobone.
El roatge de la pel·lícula va tenir lloc a Massachusetts (Lexington, Lincoln i Norwood) i va començar l'octubre de 2019 i va durar 23 dies. La banda sonora és de la compositora italiana Caterina Barbieri.